# Лідійці

Лідія

Лідійці або меони — зниклий народ, що розмовляв лідійською мовою лувійської підгрупи анатолійської групи індоєвропейських мов. Лідійцями їх називали ассирійці та греки, а самоназвою було «меони», ще однією самоназвою було «сфардени». У хетських літописах країна називалась Маса, вчені вбачають у цьому більш стародавню форму назви Меонії.

## Історія
За Ксанфом Лідійським першим царем меонів був Атій, у якого було два сини: Лід і Торреб. Вони розділились на лідійців і торребів.
В історичний період лідійці проживали в області Лідія на заході Анатолії. Роберт Бекес вважав, що за часів Троянської війни лідійці, відомі у Гомера як меони, проживали набагато далі на північ, на північному заході Анатолії, в області Маса, локалізація якої дотепер є предметом суперечок.
У більш широкому сенсі термін «лідійці» включав усе населення Лідії в античний період, включаючи автохтонні дохеттські народи. Так, давньогрецькі автори включають до складу лідійців й етрусків, чиє походження з Малої Азії тривалий час уявлялося цілком імовірним, однак мова яких не має нічого спільного з лідійською. Втім ймовірніше, що предки етрусків (скотарів), що прийшли до Апенниського півострвоа, спричинили рух «народів моря». Частина протоетрусків (тірренів) рушили з деякими племенами через Пелопоннес і острови Егейського моря, досягши Малої Азії. Тут  ця група протоетрусків перетворилося у лідійців, але пам'ять про перебування в Італії залишилася у легендах. Звідси взяв свою інформацію Геродот, але оскільки тоді тенденція колонізації рухалася зі сходу на захід, тому він вирішив, що лідійці прийшли до Апеннин, де стали етрусками. У будь-якому разі лідійці  були у Лідії домінуючим народом до самого завоювання Лідії персами.
Зростання могутності лідійців почалось разом із падінням царства фригійців у VII столітті до н. е. Під владою династії Мермнадів, що почалась 680 року до н. е. з правління Гігеса, лідійці поширили своє панування від східного іонійського узбережжя до річки Галіс. Столицею лідійців було місто Сарди. 630 до н. е. на лідійців напали кімерійці, яким удалось захопити Сарди близько 652 року до н. е. Гігес помер під час оборонної кампанії.
На початку VI століття до н. е. за часів правління царя Аліатта лідійське царство сягнуло кульмінації у своєму розвитку. Війна проти мідійців була припинена через сонячне затемнення влітку 585 року до н. е. (останнім часом історики сперечаються щодо такої дати). Після тієї війни річка Галіс стала кордоном між лідійцями та мідійцями. На заході Аліатт завоював області впритул до Лікії. До того моменту за своєю міццю Лідія могла зрівнятись із Мідією, Вавилоном і Єгиптом.
Спадкоємець Аліатта, цар Крез, 547 року до н. е. перетнув Галіс і напав на персів, які до того часу захопили Мідію. Як повідомляє Геродот (I, 53), який присвятив лідійцям немало місця у своїй «Історії», дельфійський оракул пообіцяв Крезу, що той зруйнує велике царство — яким у результаті виявилась сама Лідія. 546 року до н. е. перси захопили Лідію та перетворили її на свою сатрапію.
В античних джерелах лідійцям приписується карбування перших монет. Перші виявлені у Лідії монети належать до VII століття до н. е.